# Peribán
Peribán è un comune del Messico, situato nello stato di Michoacán, il cui capoluogo è la località di Peribán de Ramos.